# Parco nazionale Dzanga-Ndoki
Il parco nazionale Dzanga-Ndoki è un'area protetta situata nell'estremità sud-occidentale della Repubblica Centrafricana. Istituito nel 1990 e con una superficie di 1143,26 km², è suddiviso in due aree non collegate tra loro: Dzanga (495 km²) a nord e Ndoki (725 km²) a sud. Degna di nota è la densità di 1,6 gorilla per km² nel settore di Dzanga, una delle più elevate mai registrate per il gorilla di pianura occidentale.
Tra i due settori del parco nazionale si estende la riserva speciale Dzanga-Sangha (3359 km²). Il parco nazionale e la riserva speciale, ognuno delle quali con il proprio grado diverso di protezione, fanno parte del complesso di aree protette Dzanga-Sangha (Dzanga-Sangha Complex of Protected Areas, DSPAC).
Insieme ai limitrofi parco nazionale di Nouabalé-Ndoki nella Repubblica del Congo e parco nazionale di Lobéké in Camerun, il parco nazionale Dzanga-Ndoki forma l'area protetta Sangha Trinational, che è stata dichiarata patrimonio dell'umanità nel 2012.

## Geografia

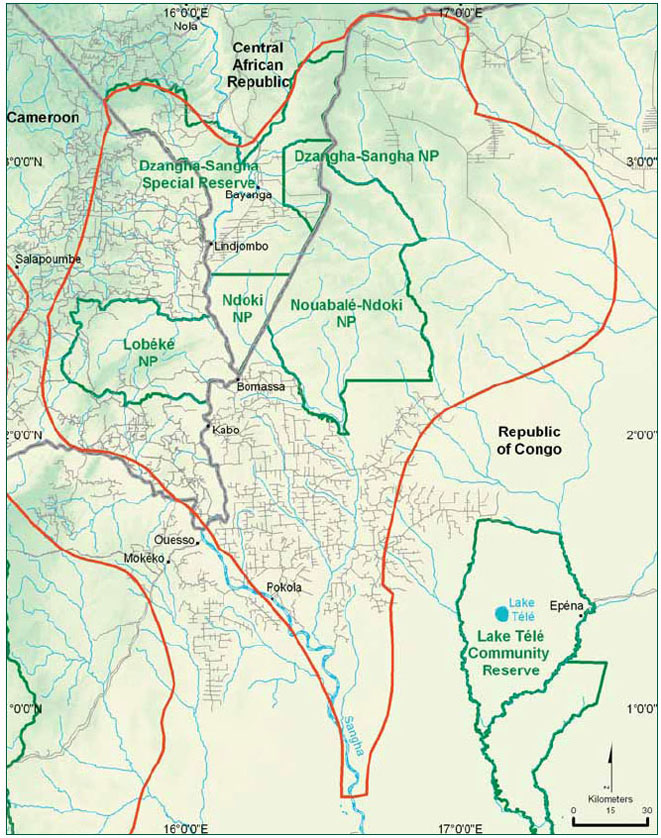
Mappa dell'area protetta trinazionale della Sangha. Dzanga-Ndoki è l'area di forma triangolare.

Il parco nazionale Dzanga-Sangha è situato all'estremità sud-occidentale della Repubblica Centrafricana, in un'area del Paese di forma triangolare. Il fiume principale che attraversa questa regione è il Sangha. Il confine trinazionale tra Repubblica Centrafricana, Camerun e Repubblica del Congo, situato a 2°13′14″N 16°11′31″E (al centro del fiume Sangha), delimita il vertice sud-occidentale del parco.
Nel parco l'altitudine varia tra 340 e 615 m. L'intero territorio è costituito da sabbie alluvionali. Lungo i corsi d'acqua e nelle radure della foresta si possono trovare depressioni paludose note come bai. Lo Dzanga Bai (lett. «il villaggio degli elefanti») è una distesa ricca di affioramenti salini che misura 250 m per 500 attraversata a metà dal torrente Dzanga. Dal 1997, Bai Hokou è sede del Primate Habituation Programme, un progetto che, oltre a scopi di ricerca, ha la finalità di abituare i gorilla alla presenza dei turisti.
Il settore di Dzanga è stato pesantemente intaccato dalla deforestazione negli anni '80, mentre quello di Ndoki è costituito da foresta vergine. Nel 2006 Amis Kamiss scrisse di aver visitato quindici siti di estrazione di diamanti nell'area del fiume Lobé, nella parte nord-occidentale del parco.

## Flora e fauna
Nel parco nazionale Dzanga-Ndoki si trovano tre tipi diversi di foresta: una foresta prevalentemente asciutta, una semi-sempreverde con aree di foresta paludosa lungo i fiumi e una dalla volta chiusa dove domina Gilbertiodendron dewevrei. La foresta asciutta è un habitat dalla volta mista e aperta dove prevalgono Sterculiaceae e Ulmaceae; spesso si associa a essa un fitto sottobosco di Marantaceae e Zingiberaceae. Lungo il fiume Sangha crescono boschetti di Guibourtia demeusei.
Qui vivono alcune popolazioni intatte di importanti specie forestali come il gorilla di pianura occidentale, l'elefante di foresta, lo scimpanzé, l'ilochero, il potamochero dai ciuffetti, il sitatunga, il bongo, il bufalo di foresta e sei specie di cefalofo. La densità di 1,6 gorilla per km² nel settore di Dzanga è una delle più elevate mai registrate per il gorilla di pianura occidentale.
Il parco nazionale Dzanga-Ndoki è stato designato Important Bird Area (#CF008); tale IBA è contigua ad altre due, Lobéké in Camerun (#CM033) e Nouabalé-Ndoki in Congo (#CG001). Qui sono state registrate più di 350 specie di uccelli, di cui almeno 260 ritenuti nidificanti, compresa una sottospecie endemica di tordo pettirosso di foresta (Stiphrornis erythrothorax sanghensis) finora rinvenuta solo a Dzanga-Sangha, ma che potrebbe anche essere presente nelle aree limitrofe di Repubblica Democratica del Congo, Camerun e Repubblica del Congo.
Nel maggio 2013 ha suscitato preoccupazione tra gli ambientalisti di tutto il mondo il massacro di 26 elefanti di foresta a Dzanga Bai, una riserva del sito patrimonio dell'umanità Sangha Trinational